# André Hazes: ik haal alles uit het leven
André Hazes: ik haal alles uit het leven is een Nederlands televisieprogramma dat werd uitgezonden op de televisiezender SBS6. Sinds februari 2019 wordt het eerste seizoen uitgezonden in België op de zender VIJF. In het programma werd volkszanger en presentator André Hazes jr. samen met zijn gezin gevolgd door camera’s. De serie werd wekelijks uitgezonden.
Vaste gezichten die te zien waren in de reallifesoap zijn Hazes jr., zijn vriendin Monique, hun zoontje André, neef en manager Djarno Hofland en de ouders en oma van Monique. In het tweede seizoen kwam de moeder van Hazes jr., Rachel Hazes, ook voor.

## Seizoenen

### Seizoen 1 (2017)
Het eerste seizoen werd uitgezonden van 1 september 2017 tot en met 20 oktober 2017 met als extra aflevering het concert dat uitgezonden werd op 31 december 2017. Het eerste seizoen bestond uit negen afleveringen.
In het eerste seizoen zagen de kijkers hoe André zijn dagelijks leven eruitziet in zijn rol als vader, niet alleen André werd gevolgd door de camera’s ook stond vriendin Monique centraal. Dit seizoen focust deels op André die bezig is om aan zijn carrière als volkszanger te werken en onder andere een videoclip opneemt voor zijn single Wie kan mij vertellen...
Tevens zagen de kijkers wat er allemaal bij de voorbereiding kwam kijken van de twee concerten van André in Ahoy in Rotterdam. Nadat de reallifesoap afgelopen was kwam er nog één speciale aflevering waarin zijn concert in Ahoy getoond werd. Ook vluchtelingen stonden centraal in het programma. André, zijn vriendin Monique, neef en manager Djarno reisde met z’n drieën af naar het Griekse eiland Lesbos om daar de vluchtelingen te helpen. Zo had de groep van tevoren sponsors gezocht waarvan ze kleding konden krijgen, deze kleding hadden ze meegenomen en vervolgens uitgedeeld aan de vluchtelingen.

### Seizoen 2 (2018)
Het tweede seizoen werd uitgezonden van 18 april 2018 tot en met 23 mei 2018 en bestond uit zes afleveringen.
In het tweede seizoen zagen de kijkers hoe André met zijn vriendin Monique op vakantie ging naar Las Vegas en later nog eens met hun zoontje en vrienden op vakantie gingen naar Mexico. Ook was te zien das André naar China ging om daar in het Holland Heineken House op te treden. Tevens was in het programma de hereniging tussen André en zijn moeder Rachel Hazes te zien, die door privéomstandigheden het contact voor lange tijd verbroken hadden. Na zijn eerder uitgebrachte singles gaat André nu wederom aan de slag om nieuwe singles te schrijven en op te nemen. Hij gaat onder andere met verschillende artiesten zitten om ideeën op te doen voor zijn nieuwe album. Daarnaast zien de kijkers André naar verschillende optredens gaan en hoe het daar achter de schermen aan toe gaat. Eind april 2018 werd bekendgemaakt dat André en zijn vriendin Monique uit elkaar zijn. In dit programma deden beiden eenmalig hun verhaal over de breuk, de serie werd wel gewoon door gezet. In de serie is te zien hoe de twee later nog op vakantie gaan naar Mexico, hier komen de twee echter weer bij elkaar.

### Seizoen 3 (2018-2019)
Het derde seizoen werd uitgezonden vanaf 21 november 2018 tot en met 5 februari 2019 en bestond uit negen afleveringen.
In het derde seizoen zagen de kijkers onder andere dat André en zijn vriendin Monique een huis hebben gekocht en later in de serie in het huis gaan wonen. Tevens worden diverse optredens en André zijn burn-out in dit seizoen aangekaart. Naast de vakantie met zijn familie wordt André ook gevolgd tijdens de opnames van zijn nieuwe programma Golden Boys. André is in deze periode ook bezig met diverse voorbereidingen voor zijn optredens in het Ahoy met zijn eigen show en De Vrienden van Amstel LIVE!. Dit seizoen komt tevens aanbod dat André meer actief is in België: daar is hij onder andere te zien in diverse televisieprogramma's waaronder Gert late night en treedt André op met een eigen concert in de Lotto Arena.

## Achtergrond
De eerste aflevering van het eerste seizoen van het programma trok 685.000 kijkers. De rest van het eerste seizoen schommelde de kijkcijfers per aflevering tussen de 500.000 en de 600.000 kijkers met uitschieters naar de 700.000 kijkers. Het programma werd voor een SBS6 programma relatief goed bekeken waardoor het programma in april 2018 terugkeerde voor een tweede seizoen. De eerste aflevering van het tweede seizoen werd door 660.000 kijkers bekeken en het seizoen sloot af met 742.000 kijkers.
In september 2018 werd door Hazes jr. bekendgemaakt dat het programma terugkeert voor een derde seizoen. Het derde seizoen scoorde gemiddeld rond de 500.000 kijkers en werd na vier afleveringen stil gelegd door de kerstperiode, de afleveringen werden vanaf januari weer uitgezonden. In januari 2019 maakte Hazes jr. bekend dat hij voorlopig niet meer gevolgd wil worden voor het programma omdat hij zich wil richten op andere activiteiten.
Sinds februari 2019 werd het eerste seizoen van het programma tevens uitgezonden in België op de televisiezender VIJF.